# Kämpfer
Kämpfer (けんぷファー, Kenpufā, le mot allemand pour "Combattant") est une série de light novel écrit par Toshihiko Tsukiji sur des illustrations de Senmu. Une adaptation en manga a vu le jour depuis avril 2008 dans le Monthly Comic Alive de l'éditeur Media Factory.
Une adaptation en anime de 12 épisodes basée sur le light novel a aussi vu le jour en 2009.
Un épisode spécial Kämpfer für die Liebe a été diffusé en avril 2011.

## Synopsis
Natsuru Senō, 17 ans, se réveille un matin sous l'apparence d'une fille avec, au poignet, un bracelet bleu qu'il ne peut pas enlever. Sa peluche (un tigre plutôt sanglant) lui apprend qu'il a été choisi pour être une Kämpfer (combattante). Les Kämpfer peuvent utiliser seulement une de ces trois armes : arme blanche, arme à feu et magie. Chaque fois qu'une autre Kampfer est tout près ou qu'il ressent de fortes émotions, il se change en fille. Il rencontrera ainsi Akane, sa partenaire ainsi que la mystérieuse Shizuku. Et quel secret cache Kaede, la jeune fille la plus convoitée du lycée (et également convoitée par Natsuru)?

## Personnages

### Personnages principaux
Natsuru Senō (瀬能 ナツル, Senō Natsuru)
Doublé par : Marina Inoue
Akane Mishima (美嶋 紅音, Mishima Akane)
Doublée par : Yui Horie
Shizuku Sangō (三郷 雫, Sangō Shizuku)
Doublée par : Kaori Nazuka
Mikoto Kondō (近堂 水琴, Kondō Mikoto)
Doublée par : Kana Asumi
Kaede Sakura (沙倉 楓, Sakura Kaede)
Doublée par : Megumi Nakajima

### Zoumotsu Animal
Zoumotsu Animal est une série de peluches vendues dans cet univers.
Harakiri Tora (ハラキリトラ, lit. Tigre hara-kiri)
Doublé par : Michiko Nomura
Seppuku Kurousagi (セップククロウサギ, lit. Lapin noir seppuku)
Doublé par : Yukari Tamura
Kanden Yamaneko (カンデンヤマネコ, lit. Chat sauvage électrocuté)
Doublé par : Nana Mizuki
Chissoku Norainu (チッソクノライヌ, lit. Chien errant étouffé)
Doublé par : Mamiko Noto
Hiaburi Lion (ヒアブリライオン, lit. Lion brûlé vif)
Doublé par : Kenji Utsumi

### White Kämpfers
- Rika Ueda
- Sayaka Nakao
- Ryōka Yamakawa
- Hitomi Minagawa

### Autre
- Kanji Higashida
- Yuuichi Hanzawa
- Masumi Nishino
- Committee Chairperson
- Assistant Committee Chairperson
- Treasurer
- Tamiko Shinomiya
- Makie Ueda
- Autres collecteurs de Zōmotsu Animals

### Bestiaire
- Kämpfer
- Bracelet de Oath
- Moderateur
- Messagers
- Zōmotsu Animal
- Bishōjo Research Club

### Les Kampfers différentes
- Zauber (magie)
- Gewehr (Armes à feu)
- Schwert (Armes blanches)

## Light novel
La série de 15 light novel a été éditée entre le 24 novembre 2006 et le 25 mars 2010 par Media Factory. La série principale couvre les volumes 1 à 12, tandis que les trois derniers tomes sont des collections d'histoires courtes.

## Manga

### Fiche technique
- Autres éditions :
  -  Sharp Point Press Corp.

### Liste des volumes
| no | Japonais          | Japonais          |
| no | Date de sortie    | ISBN              |
| -- | ----------------- | ----------------- |
| 1  | 23 octobre 2008   | 978-4-8401-2282-5 |
| 2  | 23 mars 2009      | 978-4-8401-2548-2 |
| 3  | 23 septembre 2009 | 978-4-8401-2917-6 |
| 4  | 23 février 2010   | 978-4-8401-2985-5 |
| 5  | 22 décembre 2010  | 978-4-8401-3718-8 |
| 6  | 23 mars 2011      | 978-4-8401-3774-4 |
| 7  | 22 octobre 2011   | 978-4-8401-4046-1 |
| 8  | 23 juin 2012      | 978-4-8401-4481-0 |

## Anime

### Liste des épisodes

#### Kämpfer
| No | Titre français                                  | Titre japonais                   | Titre japonais                           | Date de 1re diffusion |
| No | Titre français                                  | Kanji                            | Rōmaji                                   | Date de 1re diffusion |
| -- | ----------------------------------------------- | -------------------------------- | ---------------------------------------- | --------------------- |
| 01 | Destinée - Les élus                             | Schicksal 〜選ばれし者〜         | Schicksal 〜Erabareshi mono〜            | 1er octobre 2009      |
| 02 | Brille - Le combat à mort commence              | Glühen 〜死闘の開幕〜            | Glühen 〜Shitō no kaimaku〜              | 8 octobre 2009        |
| 03 | Lilie - Le jardin secret                        | Lilie 〜秘密の花園〜             | Lilie 〜Himitsu no hanazono〜            | 15 octobre 2009       |
| 04 | Déclaration de guerre - Les femmes combattantes | Kriegserklärung 〜戦う乙女たち〜 | Kriegserklärung 〜Tatakau otome-tachi〜  | 22 octobre 2009       |
| 05 | Comédie - Premier baiser                        | Komödie 〜ファーストキス〜       | Komödie 〜First Kiss〜                   | 29 octobre 2009       |
| 06 | Retour à la maison - Amie ou ennemie            | Heimkehr 〜敵か味方か〜          | Heimkehr 〜Teki ka mikata ka〜           | 5 novembre 2009       |
| 07 | Invitation - Les invités indésirables           | Einladen 〜招かれざる客たち〜    | Einladen 〜Manekarezaru kyaku-tachi〜    | 12 novembre 2009      |
| 08 | Cœur tendre - Le premier rendez-vous            | Liebste 〜初めてのデート〜       | Liebste 〜Hajimete no date〜             | 19 novembre 2009      |
| 09 | Plein été - Tempête tropicale de l'amour        | Hochsommer 〜恋の熱帯低気圧〜    | Hochsommer 〜Koi no nettai teikiatsu〜   | 26 novembre 2009      |
| 10 | Piège - Une expérience estivale                 | Falle 〜ひと夏の経験〜           | Falle 〜Hito natsu no keiken〜           | 3 décembre 2009       |
| 11 | Choix - Une chanson d'encouragement             | Wählen 〜歓喜の歌〜              | Wählen 〜Kanki no uta〜                  | 16 décembre 2009      |
| 12 | Noël - Le miracle des entrails animals          | Weihnachten 〜臓物たちの奇跡〜   | Weihnachten 〜Zoumotsu-tachi no kiseki〜 | 17 décembre 2009      |

#### Kämpfer für die Liebe
| No | Titre français                                                     | Titre japonais                                                               | Titre japonais                                                            | Date de 1re diffusion |
| No | Titre français                                                     | Kanji                                                                        | Rōmaji                                                                    | Date de 1re diffusion |
| -- | ------------------------------------------------------------------ | ---------------------------------------------------------------------------- | ------------------------------------------------------------------------- | --------------------- |
| 13 | Temptation - Prendre le dessus                                     | Versuchung 〜抜け駆け〜                                                      | Versuchung 〜Nukegake〜                                                   | inédit à la télé      |
| 14 | La vie quotidienne - Je veux voir de bonnes choses sur les Kämpfer | Jeden Tag Leben 〜ひさしぶりなのでけんぷファーのちょっといいとこ見てみたい〜 | Jeden Tag Leben 〜Hisashiburi nanode Kämpfer no chotto iitoko mitemitai〜 | 7 avril 2011          |

### Génériques

#### Kämpfer
Générique d'ouverture
Unreal Paradise chanté par Minami Kuribayashi
- Auteur des paroles / Composition : Minami Kuribayashi
- Arrangement : Masaaki Iizuka

Générique de fin
Oneway Ryōomoi chanté Marina Inoue et Megumi Nakajima
- Auteur lyrique : Saori Kodama
- Composition : Tomokazu Tashiro
- Arrangement : Takahiro Andō

#### Kämpfer für die Liebe
Générique d'ouverture
Choose my love! chanté par Minami Kuribayashi
- Auteur des paroles : Saori Kodama
- Composition : Minami Kuribayashi
- Arrangement : Motoki Sekino

Générique de fin
Mousou shōjo A chanté Yui Horie et Yukari Tamura
- Auteur lyrique : Saori Kodama
- Composition : Dai Murai
- Arrangement : Morihiro Suzuki

## Clin d’œil
L'épisode 10 de Mayo Chiki! y fait référence en incorporant un poster de Kämpfer dans la salle des jeux vidéo du lycée.
Dans la même série, à l'épisode 13, quand Nakuru Narumi organise une séance de dédicace pour la promotion pour son livre BL (Boy's love = yaoi), Kureha Sakamachi l'espionne, en compagnie de Masamune Usami, déguisée pour la même occasion en Natsuru Senō.